# Cologno Sud
Cologno Sud – stacja metra w Mediolanie, na linii M2. Znajduje się na via Giovanni XXIII, w Cologno Monzese i zlokalizowana jest pomiędzy stacjami Cologno Centro, a Cascina Gobba. Została otwarta w 1981.